# Edwin Carr
Edwin Carr (Auckland, 10. kolovoza 1926. – Waiheke Island, 27. ožujka 2003.), novozelandski skladatelj i pijanist.

## Djela
- 1950 Mardi Gras Overture
- 1951 A Blake Cantata
- 1953 Suite #1 for two pianos (Cacciati dal Paradiso)
- 1954 String Quartet #1
- 1955 Piano Sonata #1
- 1955 Electra - Ballet
- 1958 Organ Sonata
- 1958 Night Music - Scherzo
- 1962 Piano Concerto #1
- 1963 The Snowmaiden
- 1963 Two Dances for viola & piano
- 1965 Four pieces for Oboe d’amore and piano
- 1966 Edith Sitwell Song cycle for oboe, soprano and piano
- 1966 Piano Quintet
- 1966 Five Pieces for piano
- 1967 Five Pieces for Orchestra (transcription of ‘Five pieces for piano’)
- 1967 Three Shakespeare Songs
- 1967 Four Pieces for oboe d’amore, strings and harp (orch. ver. of 1965)
- 1968 Three Pieces for cello and piano
- 1969 Three Songs from Childhood for mezzo and violin
- 1969 Violin Sonata (unaccompanied)
- 1970 Suite #2 - Four dances from Electra for 2 pf and perc.
- 1970 Aubade for clarinet and pf or orchestra
- 1971 Suite #3 for two pianos
- 1971 Six Studies for string orchestra
- 1971 Auckland ‘71 - Ode for male speaker, chorus and orch.
- 1969 1972 - Nastasya - 3 act opera, based on Dostoievsky’s -The Idiot
- 1973 Six Songs - ‘Out of Dark’ for mezzo and piano or orchestra
- 1973 Four Short Concert Studies for piano
- 1974 Three Love Songs for soprano & piano - poems by Fairburn
- 1974 Seven Medieval Lyrics for SATB, orchestra, or piano duet
- 1974 The Twelve Signs for wind, brass piano, harp and perc.
- 1975 Piano Sonata #2 in one movement
- 1975 Five Bagatelles for piano
- 1977 Sonatina for piano
- 1977 Five Songs to Poems by Wolkskehl - baritone & piano or orchestra
- 1977 Sonata for violin and piano
- 1978 Sinfonietta for small orchestra (Used for ‘Primavera’ ballet)
- 1978 String Quartet #2
- 1978 Seven Elizabethan Lyrics for chorus and piano duet or orchestra
- 1979 Te Tau (The Seasons) - Winter & Spring for solo piano; Summer and Autumn for piano duet
- 1979 An Easter Cantata for soprano, chorus and organ or string orch.
- 1981 Symphony #1
- 1983 Symphony #2
- 1983 Trio for horn, violin and piano
- 1985 Pacific Festival Overture
- 1985 Promenade ballet suite for orch. or piano duet
- 1985 The Mayors New Coat - ballet for orchestra
- 1985 Piano Sonata #3
- 1985 Piano Concerto #2
- 1985 Film Music for Nicholas Nickleby
- 1986 Song of Solomon symphonic cantata
- 1987 Symphony #3
- 1988 Poems for piano and orchestra
- 1989 The Four Elements for four mandolins
- 1989 The Four Elements for orch. or two pianos (transcriptions)
- 1989 Suite #4 for two pianos (‘Four Elements’ transcription)
- 1989 Quartet for oboe and clarinet, bassoon and piano
- 1989 Octet for wind
- 1990 Gaudeamus Overture
- 1990 Taupo - The Eye of the World for soprano, choir & orch.
- 1991 Foxtrot from Coup De Folie - piano duet or piano solo
- 1991 Symphony #4
- 1991 Four pieces for oboe d’amore and piano
- 1991 Two Mansfield poems for Oboe d’Amore
- 1991 Six choral Pieces from text by Katherine Mansfield
- 1992 Eleven Pleasant Pieces for piano
- 1992 Lord Arthur Saville’s Crime - Opera in One Act
- 1992 Six Piano Variations on a Theme by Beethovan for piano
- 1994 Sonata for two pianos
- 1995 Arikinui - cantata for soprano and orchestra
- 1995 Violin concerto
- 1996 The Maze of the Muses - Chamber Opera
- 1996 The End of the Golden Weather for orchestra
- 1996 Ten Concert Studies for piano - Book I
- 1996 Doves of Peace for piano
- 1996 Waiheki for four oboes
- 1997 Outcast from Paradise
- 1998 In the Rangitaki Valley for two pianos, eight hands
- 1998 Coup De Folie for two pianos, eight hands
- 1998 Eve des Eaux - Eight French songs for solo tenor
- 1998 Revelations for piano
- 1999 ‘Akaraua’ - Four symphonic sketches for orchestra
- 1999 Three pieces for solo bassoon
- 1999 El Tango for orchestra
- 1999 Ten Concert studies for piano, Book 2
- 1999 Trio for violin, cello and piano
- 1999 Wind trio for flute, oboe and bassoon
- 1999 Mardi Gras 2000, new version
- 2000 Three pieces for oboe and organ
- 2000 Elegie for oboe and piano
- 2000 Petit Concert, pour trio a vent: flute, hautbois et basson
- 2001 Seven Waiheke Lyrics, SATB and piano duet
- 2001 Three Pieces for the oboe and organ
- 2001 Fanfare for Otago University
- 2001 Concerto Balabile
- 2002 Oboe Concerto

## Knjiga
- A life set to music

## Vanjske poveznice
- Biography on the Australian Music Center site  Arhivirana inačica izvorne stranice od 25. lipnja 2007. (Wayback Machine)
- Death of the composer
- composer works
- Edwin Carr Foundation Scholarship
- Edwin Carr by Amoris